# Zlatý pohár CONCACAF 2023 (soupisky)
Soupisky na Zlatý pohár CONCACAF 2023, který se hrál v USA a Kanadě.
| Zlato             | Stříbro           | Bronz          | Bronz              |
| ----------------- | ----------------- | -------------- | ------------------ |
| Mexiko • Soupiska | Panama • Soupiska | USA • Soupiska | Jamajka • Soupiska |

## Skupina A

### USA
Hlavní trenér:  Brian Joseph Callaghan
| Jméno              | Datum narození     | Klub                   |
| Brankáři           | Brankáři           | Brankáři               |
| ------------------ | ------------------ | ---------------------- |
| Matt Turner        | 24. června 1994    | Arsenal FC             |
| Sean Johnson       | 31. května 1989    | Toronto FC             |
| Gabriel Slonina    | 15. května 2004    | Chelsea FC             |
| Obránci            |                    |                        |
| DeAndre Yedlin     | 9. července 1993   | Inter Miami CF         |
| Aaron Long         | 12. října 1992     | Los Angeles FC         |
| Matt Miazga        | 19. července 1995  | FC Cincinnati          |
| Bryan Reynolds     | 28. června 2001    | KVC Westerlo           |
| Miles Robinson     | 14. března 1997    | Atlanta United FC      |
| DeJuan Jones       | 24. června 1997    | New England Revolution |
| Jalen Neal         | 24. srpna 2003     | Los Angeles Galaxy     |
| John Tolkin        | 31. července 2002  | New York Red Bulls     |
| Záložníci          |                    |                        |
| Gianluca Busio     | 28. května 2002    | Benátky FC             |
| James Sands        | 6. července 2000   | New York City FC       |
| Cristian Roldan    | 3. června 1995     | Seattle Sounders FC    |
| Djordje Mihailovic | 10. listopadu 1998 | AZ Alkmaar             |
| Aidan Morris       | 16. listopadu 2001 | Columbus Crew SC       |
| Jackson Yueill     | 19. března 1997    | San Jose Earthquakes   |
| Útočníci           |                    |                        |
| Jesús Ferreira     | 24.12.2000         | FC Dallas              |
| Cade Cowell        | 14. října 2003     | San Jose Earthquakes   |
| Jordan Morris      | 26. října 1994     | Seattle Sounders FC    |
| Alejandro Zendejas | 7. února 1998      | Club América           |
| Brandon Vázquez    | 14. října 1998     | FC Cincinnati          |
| Julian Gressel     | 16.12.1993         | Vancouver Whitecaps FC |

### Jamajka
Hlavní trenér:  Heimir Hallgrímsson
| Jméno                | Datum narození     | Klub                       |
| Brankáři             | Brankáři           | Brankáři                   |
| -------------------- | ------------------ | -------------------------- |
| Andre Blake          | 21. listopadu 1990 | Philadelphia Union         |
| Coniah Boyce-Clarke  | 1. března 2003     | Reading FC                 |
| Jahmali Waite        | 24.12.1998         | Pittsburgh Riverhounds SC  |
| Obránci              |                    |                            |
| Dexter Lembikisa     | 4. listopadu 2003  | Wolverhampton Wanderers FC |
| Amari'i Bell         | 5. května 1994     | Luton Town FC              |
| Ethan Pinnock        | 29. května 1993    | Brentford FC               |
| Di'Shon Bernard      | 14. října 2000     | Portsmouth FC              |
| Damion Lowe          | 5. května 1993     | Philadelphia Union         |
| Adrian Mariappa      | 3. října 1986      | Salford City FC            |
| Kemar Lawrence       | 17. září 1992      | Minnesota United FC        |
| Javain Brown         | 9. března 1999     | Vancouver Whitecaps FC     |
| Záložníci            |                    |                            |
| Kevon Lambert        | 22. března 1997    | Phoenix Rising FC          |
| Daniel Johnson       | 8. října 1992      | Preston North End FC       |
| Bobby Decordova-Reid | 2. února 1993      | Fulham FC                  |
| Joel Latibeaudiere   | 6. ledna 2000      | Swansea City AFC           |
| Kaheem Parris        | 6. ledna 2000      | FK Dynamo Kyjev            |
| Jon Russell          | 9. října 2000      | Barnsley FC                |
| Útočníci             |                    |                            |
| Leon Bailey          | 9. srpna 1997      | Aston Villa FC             |
| Cory Burke           | 28.12.1991         | New York Red Bulls         |
| Shamar Nicholson     | 16. února 1997     | FK Spartak Moskva          |
| Demarai Gray         | 28. června 1996    | Everton FC                 |
| Dujuan Richards      | 11. října 2005     | Phoenix All Stars FC       |
| Michail Antonio      | 28. března 1990    | West Ham United FC         |

### Trinidad a Tobago
Hlavní trenér:  Angus Eve
| Jméno             | Datum narození     | Klub                    |
| Brankáři          | Brankáři           | Brankáři                |
| ----------------- | ------------------ | ----------------------- |
| Marvin Phillip    | 1. srpna 1984      | AC Port of Spain        |
| Nicklas Frenderup | 14.12.1992         | Ranheim Fotball         |
| Denzil Smith      | 12. října 1999     | W. Connection FC        |
| Obránci           |                    |                         |
| Aubrey David      | 11. října 1990     | SD Aucas                |
| Sheldon Bateau    | 29. ledna 1991     | KSK Beveren             |
| Leland Archer     | 8. ledna 1996      | Charleston Battery      |
| Luke Singh        | 12. září 2000      | Atlético Ottawa         |
| Kareem Moses      | 11. února 1990     | FF Jaro                 |
| Shannon Gomez     | 5. října 1996      | San Antonio FC          |
| Alvin Jones       | 9. července 1994   | Club Sando FC           |
| Triston Hodge     | 9. října 1994      | Hartford Athletic       |
| Záložníci         |                    |                         |
| Joevin Jones      | 3. srpna 1991      | Police FC               |
| Ajani Fortune     | 30.12.2002         | Atlanta United FC       |
| Kevin Molino      | 17. června 1990    | Columbus Crew SC        |
| Neveal Hackshaw   | 21. listopadu 1995 | Oakland Roots SC        |
| Andre Rampersad   | 2. února 1995      | Halifax Wanderers FC    |
| Molik Jesse Khan  | 8. dubna 2004      | Minnesota United FC     |
| Útočníci          |                    |                         |
| Ryan Telfer       | 4. března 1994     | Miami FC                |
| Kadeem Corbin     | 3. března 1996     | La Horquetta Rangers FC |
| Levi García       | 20. listopadu 1997 | AEK Athény              |
| Real Gill         | 23. ledna 2003     | Club Sando FC           |
| Malcolm Shaw      | 27. července 1995  | Atlético Ottawa         |
| Kaïlé Auvray      | 27. května 2004    | Sporting Kansas City    |

### Svatý Kryštof a Nevis
Hlavní trenér:  Austin Huggins
| Jméno                | Datum narození     | Klub                          |
| Brankáři             | Brankáři           | Brankáři                      |
| -------------------- | ------------------ | ----------------------------- |
| Jamal Jeffers        | 23. března 1993    | St. Paul's United Strikers FC |
| Julani Archibald     | 18. května 1991    | CF Lorca Deportiva            |
| Xander Parke         | 17. listopadu 2003 | Shrewsbury Town FC            |
| Obránci              |                    |                               |
| Malique Roberts      | 1. srpna 2001      | Cayon Rockets                 |
| Gerard Williams      | 4. června 1988     | TRAU FC                       |
| Andre Burley         | 10. září 1999      | Oxford City FC                |
| Jameel Ible          | 26. listopadu 1993 | Guiseley AFC                  |
| Lois Maynard         | 22. ledna 1989     | Oldham Athletic AFC           |
| Dihjorn Simmonds     | 2. listopadu 1998  | Cayon Rockets                 |
| Ezrick Nicholls      | 13. září 1999      | Tampa Spartans                |
| Raheem Hanley        | 24. února 1994     | Stalybridge Celtic FC         |
| Záložníci            |                    |                               |
| Yohannes Mitchum     | 6. dubna 1998      | Newtown United FC             |
| Tyquan Terrell       | 16. dubna 1998     | St. Peters FC                 |
| Raheem Somersall     | 5. července 1997   | North Carolina FC             |
| Mervin Lewis         | 26. srpna 2000     | Cayon Rockets                 |
| Romaine Sawyers      | 2. listopadu 1991  | Cardiff City FC               |
| Ronaldo Belgrove     | 15. září 1998      | FC Miami City                 |
| Útočníci             |                    |                               |
| Tiquanny Williams    | 10. září 2001      | United Old Road Jets FC       |
| Carlos Bertie        | 10. září 1995      | Cayon Rockets                 |
| Jacob Hazel          | 15. dubna 1994     | Darlington FC                 |
| Keithroy Freeman     | 16. října 1993     | St. Paul's United Strikers FC |
| Rowan Liburd         | 28. srpna 1992     | Ramsgate FC                   |
| Omari Sterling-James | 15. září 1993      | Ebbsfleet United FC           |

## Skupina B

### Mexiko
Hlavní trenér:  Jaime Lozano
| Jméno                    | Datum narození     | Klub                |
| Brankáři                 | Brankáři           | Brankáři            |
| ------------------------ | ------------------ | ------------------- |
| José Antonio Rodríguez   | 4. července 1992   | Club Tijuana        |
| Luis Malagón             | 2. března 1997     | Club América        |
| Guillermo Ochoa          | 13. července 1985  | US Salernitana 1919 |
| Obránci                  |                    |                     |
| Julián Araujo            | 13. srpna 2001     | FC Barcelona        |
| César Montes             | 24. února 1997     | RCD Espanyol        |
| Johan Vásquez            | 22. října 1998     | US Cremonese        |
| Gerardo Arteaga          | 7. září 1998       | KRC Genk            |
| Jorge Sánchez            | 10.12.1997         | AFC Ajax            |
| Israel Reyes             | 23. května 2000    | Club América        |
| Víctor Guzmán            | 7. března 2002     | CF Monterrey        |
| Jesús Gallardo           | 15. srpna 1994     | CF Monterrey        |
| Záložníci                |                    |                     |
| Edson Álvarez            | 24. října 1997     | AFC Ajax            |
| Luis Romo                | 5. června 1995     | CF Monterrey        |
| Carlos Alberto Rodríguez | 3. ledna 1997      | Cruz Azul           |
| Diego Lainez             | 9. června 2000     | Tigres UANL         |
| Orbelín Pineda           | 24. března 1996    | AEK Athény          |
| Luis Chávez              | 15. ledna 1996     | CF Pachuca          |
| Útočníci                 |                    |                     |
| Ozziel Herrera           | 25. května 2001    | Atlas FC            |
| Roberto Alvarado         | 7. září 1998       | CD Guadalajara      |
| Santiago Giménez         | 18. dubna 2001     | Feyenoord           |
| Érick Sánchez            | 27. září 1999      | CF Pachuca          |
| Uriel Antuna             | 21. srpna 1997     | Cruz Azul           |
| Henry Martín             | 18. listopadu 1992 | Club América        |

### Haiti
Hlavní trenér:  Gabriel Calderón Pellegrino
| Jméno                 | Datum narození     | Klub                         |
| Brankáři              | Brankáři           | Brankáři                     |
| --------------------- | ------------------ | ---------------------------- |
| Alexandre Pierre      | 25. února 2001     | RC Strasbourg Alsace         |
| Josué Duverger        | 27. dubna 2000     | União Desportiva de Santarém |
| Garissone Innocent    | 16. dubna 2000     | KAS Eupen                    |
| Obránci               |                    |                              |
| Carlens Arcus         | 28. června 1996    | Vitesse                      |
| Ricardo Adé           | 21. května 1990    | LDU Quito                    |
| Djimy Alexis          | 8. října 1997      | Hapoel Petah Tikva FC        |
| Garven Metusala       | 31.12.1999         | Forge FC                     |
| Wilde-Donald Guerrier | 31. března 1989    | Zirə FK                      |
| Steven Séance         | 20. února 1992     | CS Sedan                     |
| Alex Junior Christian | 12. května 1993    | FC Telavi                    |
| Záložníci             |                    |                              |
| Jeppe Simonsen        | 21. listopadu 1995 | Podbeskidzie Bielsko-Biała   |
| Leverton Pierre       | 9. března 1998     | USL Dunkerque                |
| Danley Jean Jacques   | 20. května 2000    | FC Metz                      |
| Carl Fred Sainté      | 9. srpna 2002      | North Texas SC               |
| Steeven Saba          | 24. února 1993     | Violette AC                  |
| Bryan Alceus          | 1. února 1996      | Olympiakos Nikósie           |
| Útočníci              |                    |                              |
| Carnejy Antoine       | 27. července 1991  | Hapoel Haifa FC              |
| Duckens Nazon         | 7. dubna 1994      | PFK CSKA Sofia               |
| Derrick Etienne       | 25. listopadu 1996 | Atlanta United FC            |
| Jayro Jean            | 22. června 1998    | Club Real Santa Cruz         |
| Fafà Picault          | 23. února 1991     | Nashville SC                 |
| Mondy Prunier         | 22.12.1999         | FC Versailles 78             |
| Frantzdy Pierrot      | 29. března 1995    | Makabi Haifa FC              |

### Honduras
Hlavní trenér:  Diego Vásquez
| Jméno                | Datum narození     | Klub                |
| Brankáři             | Brankáři           | Brankáři            |
| -------------------- | ------------------ | ------------------- |
| Endrick Menjívar     | 1. března 1993     | CD Olimpia          |
| Josué Duverger       | 8. října 1993      | Olancho FC          |
| Garissone Innocent   | 13. září 1993      | Real CD España      |
| Obránci              |                    |                     |
| Devron García        | 17. února 1996     | Real CD España      |
| Wesly Decas          | 11. srpna 1999     | CF Motagua          |
| Marcelo Santos       | 2. srpna 1992      | CF Motagua          |
| Maylor Núñez         | 5. července 1996   | CD Olimpia          |
| Luis Vega            | 28. února 2002     | CF Motagua          |
| Omar Elvir           | 28. listopadu 1989 | Olancho FC          |
| Franklin Flores      | 18. května 1996    | Real CD España      |
| Záložníci            |                    |                     |
| Christian Altamirano | 26. listopadu 1989 | Olancho FC          |
| Bryan Acosta         | 24. listopadu 1993 | Colorado Rapids     |
| Joseph Rosales       | 6. listopadu 2000  | Minnesota United FC |
| Alexander López      | 5. června 1992     | LD Alajuelense      |
| Jorge Álvarez        | 28. ledna 1998     | CD Olimpia          |
| José Pinto           | 27. září 1997      | CD Olimpia          |
| Deiby Flores         | 16. června 1996    | Fehérvár FC         |
| Alexy Vega           | 16. září 1996      | CD Victoria         |
| Útočníci             |                    |                     |
| Alberth Elis         | 12. února 1996     | Stade Brestois      |
| Rubilio Castillo     | 26. listopadu 1991 | Nan-tong Či-jun FC  |
| Jerry Bengtson       | 8. dubna 1987      | CD Olimpia          |
| Jorge Benguché       | 21. května 1996    | CD Olimpia          |
| Edwin Solano         | 25. ledna 1996     | CD Olimpia          |

### Katar
Hlavní trenér:  Carlos Queiroz
| Jméno            | Datum narození  | Klub          |
| Brankáři         | Brankáři        | Brankáři      |
| ---------------- | --------------- | ------------- |
| Salah Zakaria    | 24. dubna 1999  | Al-Duhail SC  |
| Júsef Hasán      | 24. května 1996 | Al-Gharafa SC |
| Mešál Baršam     | 14. února 1998  | Al-Sadd SC    |
| Obránci          |                 |               |
| Ahmád Suhajl     | 8. února 1999   | Al-Arabi SC   |
| Házim Šeháta     | 2. února 1998   | Al-Wakrah SC  |
| Júsef Ajmán      | 21. března 1999 | Al-Duhail SC  |
| Tarek Salmán     | 5.12.1997       | Al-Sadd SC    |
| Musab Cheder     | 26. září 1993   | Al-Sadd SC    |
| Homám Ahmed      | 25. srpna 1999  | Al-Gharafa SC |
| Bašám Rawí       | 16.12.1997      | Al-Duhail SC  |
| Džasím Gaber     | 20. února 2002  | Al-Arabi SC   |
| Záložníci        |                 |               |
| Ahmád Fatehí     | 25. ledna 1993  | Al-Arabi SC   |
| Mahdí Sálim      | 4. dubna 2004   | Al-Sadd SC    |
| Alí Asádala      | 19. ledna 1993  | Al-Sadd SC    |
| Muhammad Wád     | 18. září 1999   | Al-Sadd SC    |
| Abduláh Marafí   | 13. dubna 1992  | Al-Arabi SC   |
| Mustafa Mešál    | 28. března 2001 | Al-Shamal SC  |
| Assím Madibo     | 22. října 1996  | Al-Duhail SC  |
| Útočníci         |                 |               |
| Muhammad Muntarí | 20.12.1993      | Al-Duhail SC  |
| Júsef Abdurísag  | 6. srpna 1999   | Al-Wakrah SC  |
| Tamím Abduláh    | 5. října 2002   | Al-Rayyan SC  |
| Chalíd Munír     | 24. února 1998  | Al-Wakrah SC  |
| Almoéz Alí       | 19. srpna 1996  | Al-Duhail SC  |

## Skupina C

### Kostarika
Hlavní trenér:  Luis Fernando Suárez
| Jméno             | Datum narození    | Klub                       |
| Brankáři          | Brankáři          | Brankáři                   |
| ----------------- | ----------------- | -------------------------- |
| Jussef Delgado    | 27. ledna 1994    | AD Municipal Pérez Zeledón |
| Kevin Chamorro    | 8. dubna 2000     | Deportivo Saprissa         |
| Alexandre Lezcano | 26. srpna 2001    | AD Santos                  |
| Obránci           |                   |                            |
| Carlos Martínez   | 30. března 1999   | LD Alajuelense             |
| Juan Pablo Vargas | 6. června 1995    | Millonarios FC             |
| Keysher Fuller    | 12. července 1994 | CS Herediano               |
| Pablo Arboine     | 3. dubna 1998     | Deportivo Saprissa         |
| Suhander Zúñiga   | 15. ledna 1997    | LD Alajuelense             |
| Francisco Calvo   | 8. července 1992  | Konyaspor                  |
| Kendall Waston    | 1. ledna 1988     | Deportivo Saprissa         |
| Jefry Valverde    | 10. června 1995   | Deportivo Saprissa         |
| Záložníci         |                   |                            |
| Celso Borges      | 27. května 1988   | LD Alajuelense             |
| Cristopher Núñez  | 8.12.1997         | Lamia FC                   |
| Aarón Suárez      | 27. června 2002   | LD Alajuelense             |
| Ricardo Peña      | 15. července 2004 | Real Betis                 |
| Warren Madrigal   | 24. července 2004 | Deportivo Saprissa         |
| Wilmer Azofeifa   | 4. června 1994    | AD San Carlos              |
| Yeltsin Tejeda    | 17. března 1992   | CS Herediano               |
| Útočníci          |                   |                            |
| Anthony Contreras | 29. ledna 2000    | CS Herediano               |
| Josimar Alcócer   | 7. července 2004  | LD Alajuelense             |
| Diego Campos      | 1. října 1995     | Degerfors IF               |
| Joel Campbell     | 26. června 1992   | LD Alajuelense             |
| Kenneth Vargas    | 17. dubna 2002    | CS Herediano               |

### Panama
Hlavní trenér:  Thomas Christiansen
| Jméno                  | Datum narození     | Klub                        |
| Brankáři               | Brankáři           | Brankáři                    |
| ---------------------- | ------------------ | --------------------------- |
| Luis Mejía             | 16. března 1991    | Unión Española              |
| César Samudio          | 26. března 1994    | CD Marathón                 |
| Orlando Mosquera       | 25.12.1994         | Monagas SC                  |
| Obránci                |                    |                             |
| Harold Cummings        | 1. března 1992     | Monagas SC                  |
| Fidel Escobar          | 9. ledna 1995      | Deportivo Saprissa          |
| Roderick Miller        | 3. dubna 1992      | Turan Tovuz İK              |
| Eduardo Anderson       | 31. ledna 2001     | AD San Carlos               |
| Éric Davis             | 31. března 1991    | FC DAC 1904 Dunajská Streda |
| Andrés Andrade         | 16. října 1998     | Arminia Bielefeld           |
| Omar Valencia          | 8. června 2004     | New York Red Bulls          |
| Iván Anderson          | 24. listopadu 1997 | Monagas SC                  |
| Záložníci              |                    |                             |
| Cristian Martínez      | 6. února 1997      | Najran SC                   |
| Jovani Welch           | 7.12.1999          | Académico de Viseu FC       |
| Adalberto Carrasquilla | 28. listopadu 1998 | Houston Dynamo FC           |
| Yoel Bárcenas          | 23. října 1993     | Mazatlán FC                 |
| Freddy Góndola         | 18. září 1995      | LD Alajuelense              |
| Alberto Quintero       | 18.12.1987         | Club Cienciano              |
| Aníbal Godoy           | 10. února 1990     | Nashville SC                |
| César Yanis            | 28. ledna 1996     | Costa del Este              |
| Útočníci               |                    |                             |
| Azarías Londoño        | 21. června 2001    | Comunicaciones FC           |
| Ismael Díaz            | 12. května 1997    | CD Universidad Católica     |
| José Fajardo           | 18. srpna 1993     | Cusco FC                    |
| Cecilio Waterman       | 13. dubna 1991     | CD Cobresal                 |

### Salvador
Hlavní trenér:  Hugo Pérez
| Jméno              | Datum narození    | Klub                            |
| Brankáři           | Brankáři          | Brankáři                        |
| ------------------ | ----------------- | ------------------------------- |
| Mario González     | 20. května 1997   | Alianza FC                      |
| Tomás Romero       | 19.12.2000        | Toronto FC                      |
| Óscar Pleitez      | 6. února 1993     | AD Isidro Metapán               |
| Obránci            |                   |                                 |
| Erick Cabalceta    | 9. ledna 1993     | LD Alajuelense                  |
| Roberto Domínguez  | 9. května 1997    | CD FAS                          |
| Eriq Zavaleta      | 2. srpna 1992     | Los Angeles Galaxy              |
| Ronald Rodríguez   | 22. září 1998     | CD Águila                       |
| William Canales    | 18. února 1995    | Alianza FC                      |
| Alex Roldán        | 28. července 1996 | Seattle Sounders FC             |
| Nelson Blanco      | 17. srpna 1999    | North Carolina FC               |
| Bryan Tamacas      | 21. února 1995    | Oakland Roots SC                |
| Záložníci          |                   |                                 |
| Narciso Orellana   | 28. ledna 1995    | Alianza FC                      |
| Brayan Landaverde  | 27. května 1995   | CD FAS                          |
| Leonardo Menjívar  | 24. října 2001    | AD Chalatenango                 |
| Christian Martínez | 12. srpna 1994    | AD San Carlos                   |
| Harold Osorio      | 20. srpna 2003    | Chicago Fire                    |
| Jairo Henríquez    | 31. srpna 1993    | Colorado Springs Switchbacks FC |
| Melvin Cartagena   | 30. července 1999 | CD Águila                       |
| Útočníci           |                   |                                 |
| Joshua Pérez       | 21. ledna 1998    | Montevarchi Calcio Aquila 1902  |
| Brayan Gil         | 28. června 2001   | Deportes Tolima                 |
| Mayer Gil          | 7. září 2003      | Alianza Petrolera FC            |
| Cristian Gil       | 5. listopadu 1996 | CD FAS                          |
| Kevin Reyes        | 28. srpna 1999    | CD FAS                          |

### Martinik
Hlavní trenér:  Marc Collat
| Jméno                | Datum narození    | Klub                   |
| Brankáři             | Brankáři          | Brankáři               |
| -------------------- | ----------------- | ---------------------- |
| Théo De Percin       | 1. února 2001     | AJ Auxerre             |
| Yannis Clementia     | 5. července 1997  | SM Caen                |
| Emmanuel Vermignon   | 20. ledna 1989    | Club Colonial          |
| Obránci              |                   |                        |
| Yordan Thimon        | 10. září 1996     | Golden Lion FC         |
| Evan Salines         | 26. března 1998   | Golden Lion FC         |
| Davy Singama         | 21. ledna 2001    | Golden Lion FC         |
| Jean-Claude Michalet | 8. dubna 2000     | Golden Lion FC         |
| Ronny Labonne        | 14. září 1997     | Nîmes Olympique        |
| Patrick Burner       | 11. dubna 1996    | Nîmes Olympique        |
| Jonathan Rivierez    | 18. května 1989   | FBB Péronnas 01        |
| Florian Lapis        | 8. srpna 1993     | FC Versailles 78       |
| Florent Poulolo      | 2. února 1997     | SK Sigma Olomouc       |
| Záložníci            |                   |                        |
| Jonathan Mexique     | 10. března 1995   | LB Châteauroux         |
| Andy Marny           | 16. července 1995 | Club Colonial          |
| Thomas Ephestion     | 9. června 1995    | Mezőkövesdi SE         |
| Cyril Mandouki       | 21. srpna 1991    | Paris FC               |
| Daniel Hérelle       | 17. října 1988    | AS Samaritaine         |
| Ghislain Arbaut      | 16. srpna 1999    | Assaut de Saint-Pierre |
| Útočníci             |                   |                        |
| Stévyne Baker        | 17. ledna 2001    | US Diamantinoise       |
| Brighton Labeau      | 1. ledna 1996     | FC Lausanne-Sport      |
| Enrick Reuperné      | 3. srpna 1998     | Assaut de Saint-Pierre |
| Kévin Fortuné        | 6. srpna 1989     | US Orléans             |
| Karl Fabien          | 1. srpna 2000     | Vierzon FC             |

## Skupina D

### Kanada
Hlavní trenér:  John Herdman
| Jméno                   | Datum narození     | Klub                      |
| Brankáři                | Brankáři           | Brankáři                  |
| ----------------------- | ------------------ | ------------------------- |
| Dayne St. Clair         | 9. května 1997     | Minnesota United FC       |
| Tom McGill              | 25. března 2000    | Brighton & Hove Albion FC |
| Milan Borjan            | 23. října 1987     | FK Crvena zvezda          |
| Obránci                 |                    |                           |
| Zachary Brault-Guillard | 30.12.1998         | Club de Foot Montréal     |
| Kamal Miller            | 16. května 1997    | Inter Miami CF            |
| Steven Vitória          | 11. ledna 1987     | GD Chaves                 |
| Dominick Zator          | 18. září 1994      | Korona Kielce             |
| Moïse Bombito           | 30. března 2000    | Colorado Rapids           |
| Zac McGraw              | 8. června 1997     | Portland Timbers          |
| Richie Laryea           | 7. ledna 1995      | Toronto FC                |
| Scott Kennedy           | 31. března 1997    | SSV Jahn Regensburg       |
| Záložníci               |                    |                           |
| Liam Fraser             | 13. února 1998     | KMSK Deinze               |
| David Wotherspoon       | 16. ledna 1990     | St. Johnstone FC          |
| Victor Loturi           | 21. května 2001    | Ross County FC            |
| Ali Ahmed               | 10. října 2000     | Vancouver Whitecaps FC    |
| Jonathan Osorio         | 12. června 1992    | Toronto FC                |
| Útočníci                |                    |                           |
| Jayden Nelson           | 26. září 2002      | Rosenborg BK              |
| Lucas Cavallini         | 28.12.1992         | Club Tijuana              |
| Junior Hoilett          | 5. června 1990     | Reading FC                |
| Liam Millar             | 27. září 1999      | FC Basilej                |
| Jacob Shaffelburg       | 26. listopadu 1999 | Nashville SC              |
| Jacen Russell-Rowe      | 13. září 2002      | Columbus Crew SC          |
| Charles-Andreas Brym    | 8. srpna 1998      | FC Eindhoven              |

### Guatemala
Hlavní trenér:  Luis Fernando Tena
| Jméno                  | Datum narození     | Klub                      |
| Brankáři               | Brankáři           | Brankáři                  |
| ---------------------- | ------------------ | ------------------------- |
| Nicholas Hagen         | 2. srpna 1996      | Hamarkameratene           |
| Ricardo Jérez          | 4. února 1986      | Chattanooga Red Wolves SC |
| Fredy Pérez            | 9.12.1994          | Comunicaciones FC         |
| Obránci                |                    |                           |
| José Ardón             | 20. ledna 2000     | Antigua GFC               |
| Nicolás Samayoa        | 2. srpna 1995      | Comunicaciones FC         |
| José Carlos Pinto      | 16. června 1993    | Comunicaciones FC         |
| Aaron Herrera          | 6. června 1997     | Club de Foot Montréal     |
| José Morales           | 3.12.1996          | CSD Municipal             |
| Gerardo Gordillo       | 17. srpna 1994     | Esporte Clube Juventude   |
| Stheven Robles         | 12. listopadu 1995 | Comunicaciones FC         |
| Záložníci              |                    |                           |
| Pedro Altán            | 4. června 1997     | CSD Municipal             |
| Carlos Mejía           | 13. listopadu 1991 | Antigua GFC               |
| Rodrigo Saravia        | 22. února 1993     | Comunicaciones FC         |
| Antonio López          | 10. dubna 1997     | Comunicaciones FC         |
| Alejandro Galindo      | 5. března 1992     | CSD Municipal             |
| Marlon Sequen          | 23. června 1993    | CSD Municipal             |
| Óscar Castellanos      | 18. ledna 2000     | Antigua GFC               |
| Jorge Aparicio         | 21. listopadu 1992 | Comunicaciones FC         |
| Útočníci               |                    |                           |
| Rubio Rubin            | 1. března 1996     | Real Salt Lake            |
| César Archila          | 30. července 1993  | CSD Municipal             |
| Darwin Lom             | 14. července 1997  | Club Xelajú MC            |
| Nathaniel Mendez-Laing | 15. dubna 1992     | Derby County FC           |
| Esteban García         | 6. března 1998     | CSD Mixco                 |

### Kuba
Hlavní trenér:  Pablo Elier Sánchez
| Jméno              | Datum narození     | Klub                       |
| Brankáři           | Brankáři           | Brankáři                   |
| ------------------ | ------------------ | -------------------------- |
| Sandy Sánchez      | 24. května 1994    | CA Pantoja                 |
| Raiko Arozarena    | 27. března 1997    | Tampa Bay Rowdies          |
| Nelson Johnston    | 25. února 1990     | ADR Jicaral                |
| Obránci            |                    |                            |
| Modeste Méndez     | 6. ledna 1998      | Inter Miami CF             |
| Mario Peñalver     | 6. ledna 2003      | CSD Mixco                  |
| Cavafe             | 25. dubna 1999     | FC Dornbirn 1913           |
| Dariel Morejón     | 21.12.1998         | Municipal Santa Ana        |
| Yosel Piedra       | 27. března 1994    | AD San Carlos              |
| Jorge Corrales     | 20. května 1991    | FC Tulsa                   |
| Jassael Herrera    | 1. ledna 2002      | FC Cienfuegos              |
| Záložníci          |                    |                            |
| Eduardo Hernández  | 18. února 2003     | FC Santiago de Cuba        |
| Arichel Hernández  | 20. září 1993      | CSD Mixco                  |
| Romario Torrez     | 9. února 2005      | FC Artemisa                |
| Neisser Sandó      | 26. října 1998     | FC Cienfuegos              |
| Yunior Pérez       | 12. března 2001    | Santa Lucía FC             |
| Denilson Milanés   | 16.12.2002         | FC Desamparados            |
| Roberney Caballero | 2. listopadu 1995  | FC La Habana               |
| Útočníci           |                    |                            |
| Willian Pozo-Venta | 27. srpna 1997     | Kotkan Työväen Palloilijat |
| Maikel Reyes       | 4. března 1993     | ART Municipal Jalapa       |
| Daniel Díaz        | 27. března 1994    | AD San Carlos              |
| Yasniel Matos      | 29. března 2002    | CSD Municipal              |
| Aldair Ruiz        | 13. listopadu 1997 | Europa F.C.                |
| Luis Paradela      | 21. ledna 1997     | Deportivo Saprissa         |

### Guadeloupe
Hlavní trenér:  Jocelyn Angloma
| Jméno               | Datum narození     | Klub                       |
| Brankáři            | Brankáři           | Brankáři                   |
| ------------------- | ------------------ | -------------------------- |
| Willy Leguier       | 17.12.1996         | Phare Petit-Canal          |
| Brice Cognard       | 26. dubna 1990     | US Avranches               |
| Davy Rouyard        | 17. srpna 1999     | FC Girondins de Bordeaux   |
| Obránci             |                    |                            |
| Mickaël Alphonse    | 12. července 1989  | AC Ajaccio                 |
| Andreaw Gravillon   | 8. února 1998      | Turín FC                   |
| Ronan Hauterville   | 21. listopadu 1989 | Phare Petit-Canal          |
| Nathanaël Saintini  | 30. května 2000    | FC Sion                    |
| Cédric Avinel       | 11. září 1986      | AC Ajaccio                 |
| Anthony Baron       | 29.12.1992         | Servette FC                |
| Méddy Lina          | 11. ledna 1986     | Solidarité Scolaire        |
| Stevensor Casimir   | 3. června 1992     | La Gauloise de Basse-Terre |
| Záložníci           |                    |                            |
| Quentin Annette     | 13. ledna 1998     | Solidarité Scolaire        |
| Johan Rotsen        | 11. srpna 1996     | FC Sète 34                 |
| Ange-Freddy Plumain | 2. března 1995     | Bnei Sakhnin FC            |
| Jordan Leborgne     | 29. září 1995      | FC Versailles 78           |
| Steve Solvet        | 20. března 1996    | US Orléans                 |
| Útočníci            |                    |                            |
| Thierry Ambrose     | 28. března 1997    | KV Oostende                |
| Matthias Phaëton    | 8. ledna 2000      | PFK CSKA Sofia             |
| Jordan Tell         | 10. června 1997    | Grenoble Foot 38           |
| Steven Davidas      | 17. března 1992    | La Gauloise de Basse-Terre |
| Vikash Tillé        | 26. listopadu 1997 | CS Moulien                 |
| Luther Archimède    | 17. září 1999      | Sacramento Republic FC     |
| Dimitri Ramothe     | 8. září 1990       | Amical Club                |